# Shalom Auslander
Shalom Auslander (Nova York, 1970) és un escriptor estatunidenc. Nascut el 1970 al si de la comunitat ortodoxa jueva de Nova York, l'autor Shalom Auslander es va rebel·lar contra tot allò a base de pornografia explícita, menjar porqueria i blasfèmia repetida contra el Déu venjatiu de l'Antic Testament. La seva hilarant perspectiva de l'existència, l'humor fatalista i l'habilitat per glossar la desgràcia familiar han donat actualment dues novel·les, Lamentaciones de un prepucio i Esperanza: una tragedia, totes dues publicades en castellà per Blackie Books.